# Frédéric III de Montefeltro

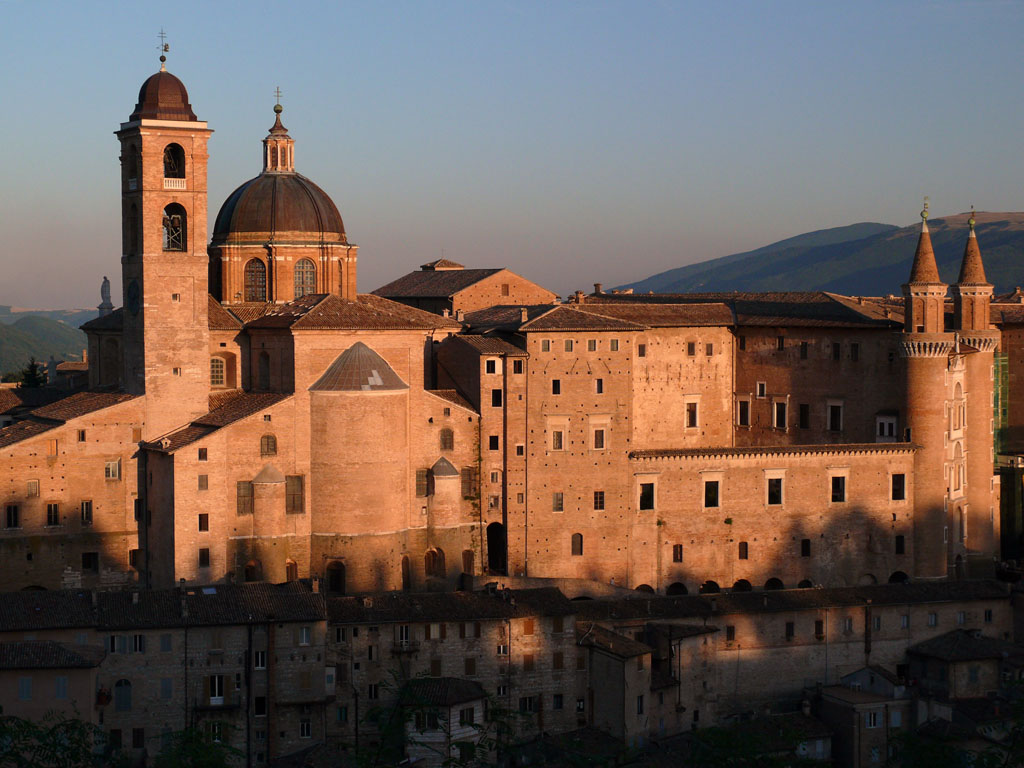
Urbino : le palais et l'église.

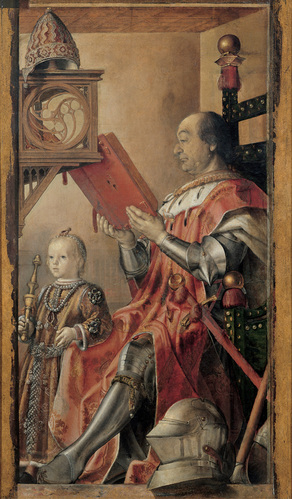
Frédéric et Guidobaldo par Pedro Berruguete ; on distingue la filiation en majesté, le combattant en armure avec la Jarretière et le lettré avec son livre.

Frédéric III de Montefeltro, en italien Federico III da Montefeltro ou plus généralement Federico da Montefeltro (Gubbio, 7 juin 1422 - Ferrare, 10 septembre 1482), duc d'Urbino et comte de Montefeltro de 1444 à sa mort, est l'un des plus célèbres condottieres de la Renaissance.

## Biographie

### Jeunesse
Frédéric nait à Gubbio, fils illégitime de Guidantonio da Montefeltro, seigneur d'Urbino, de Gubbio et Casteldurante, et duc de Spolète et de Elisabetta degli Accomandugi. Le pape Pie II rapporta la rumeur selon laquelle il était le fils du capitaine Ubaldini Carda, substitué à celui du souverain à la naissance. Ce passage fut ensuite supprimé de la version publiée des Commentarii de Pie II. L'enfant est élevé par Giovanna degli Alidosi, veuve de Bartolomeo Brancaleone, dont il est, très jeune, fiancé à la fille,.
À l'âge de 11 ans, son père l'envoya comme otage à Venise. Fuyant la peste qui se répandit dans la ville, il se réfugia à Mantoue. Il y fit ses études dans la célèbre Ca Zoiosa dirigée par l'humaniste Vittorino da Feltre, auprès des enfants du marquis de Gonzague, bénéficiant ainsi du meilleur enseignement humaniste de l'époque. En 1437, il fut armé chevalier à Mantoue par l’empereur Sigismond qui séjournait en Lombardie. À 15 ans, il rejoignit sa mère adoptive et épousa, la même année, le 2 décembre 1437, à Gubbio, Gentile Brancaleoni.

### Prise du pouvoir
À seize ans, il commence une carrière de condottière sous le commandement de Niccolò Piccinino qui dirige alors les armées milanaises contre Venise. En 1439, il vient en aide à son père qui est attaqué par les Malatesta de Rimini, ennemis traditionnels des Montefeltro, s'emparant de la Rocca San Leo au prix d'une escalade spectaculaire. Dans les années 1442-1444, il combattait toujours aux côtés de son père contre les Malatesta.
À la mort de Guidantonio en 1443, son fils Oddantonio lui succède. Afin de sceller l'alliance entre la papauté et les Montefeltro, le pape lui conféra le titre de duc d'Urbino. Le jeune duc provoqua, du fait de sa morgue et de ses dépenses somptuaires, un rapide mécontentement parmi ses sujets. Le 22 juillet 1444, il fut assassiné par des conjurés qui pénétrèrent dans le château à la suite d'un complot. La ville se souleva contre la Seigneurie des Montefeltro. Frédéric se trouvait à Pesaro où il luttait contre les Malatesta. À l'annonce de la mort de son demi-frère, il revint aussitôt à Urbino où il dut négocier avec la population révoltée et concéder une charte en vingt articles pacifiant les rapports entre le seigneur et sa ville pour s'emparer du pouvoir. Sa probable participation à la conjuration n'a jamais été éclaircie.
Dès son accession au pouvoir, Frédéric accorde une amnistie à ceux qui avait assassiné son demi-frère et leur promit un gouvernement moins tyrannique.

### Le condottiere
Dans les années 1450, Frédéric combat pour le roi de Naples et son allié le pape Pie II pour le compte de Florence, puis passe un accord avec Francesco Sforza. En 1451, Frédéric passe au service du roi de Naples contre Florence. De 1447 à 1451, son principal employeur est toutefois le pape Pie II qui est son allié contre Sigismond Malatesta. La paix de Lodi, qui amène en 1454 un semblant de paix dans la péninsule, mit en péril ses ressources mais lui permit de se consacrer à la lutte contre son ennemi héréditaire Malatesta.
Sa première épouse, Gentile, meurt en 1457 sans lui avoir donné d'enfant. Il épouse en 1460 Battista Sforza, issue de la célèbre famille de condottieres maîtres de Milan, renforçant ainsi l'alliance qui le liait à Francesco Sforza comme condottiere depuis 1444. Dans l'accord avec les Sforza — Frédéric ne combat jamais pour rien — il leur transférait le contrôle de Pesaro et recevait en échange Fossombrone, se faisant par là même un ennemi définitif dans les Marches en la personne de Sigismondo Pandolfo Malatesta, seigneur de Rimini. Lorsqu'il devient seigneur de Milan, Sforza offrit à Frédéric le bâton de capitaine général de la ville.
À partir de 1459, il combat en Romagne pour le pape Pie II, à nouveau contre Malatesta, à qui il inflige une sévère défaite sur le fleuve Cesano, près de Senigallia (1462), et prend d'assaut la ville de Santarcangelo di Romagna qu'il met à sac. Le pape le nomma vicaire des territoires conquis avec le droit de les transmettre à son fils Guidobaldo, mais lorsque Pie II veut reprendre personnellement le contrôle de l'ancienne capitale des Malatesta à Rimini, Frédéric se retourne contre lui et combat à la tête d'une alliance des villes formée contre la puissance papale.
En juillet 1467, à la tête de la ligue contre Venise, il bat le grand capitaine Colleoni. En 1472, il est chargé par Florence de réduire la ville de Volterra qui s'est révoltée. Il laisse ses troupes saccager la cité, crime qu'il ne cesse de se reprocher, mais dont ses employeurs florentins le félicitèrent en organisant un triomphe à l'antique. Il reçoit en signe de gratitude un casque en argent doré d'une valeur de 500 ducats, orné d'émaux et surmonté d'une aigrette représentant Hercule terrassant un griffon, le symbole de Volterra, et provenant de l'atelier du grand maître Antonio Polluaiolo.
Le 21 août 1474, le duché d'Urbino est confirmé à Frédéric, par extension aux illégitimes, du titre accordé à son demi-frère par le pape Sixte IV qui marie son neveu favori Jean della Rovere (Giovanni) à la fille de Frédéric III, Jeanne (Giovanna). Dans le même temps, il fut nommé gonfalonnier de l'Église catholique romaine et ajouta, de ce fait, les attributs dits Gonfalone pontificio (Gonfalon pontifical) ou Basilica, obtenant le droit de porter la bannière blanche de la papauté avec ses deux clés croisées.
En août 1474, il fut nommé chevalier de l'Ordre de la Jarretière par le roi d'Angleterre Edouard IV, et le roi de Naples Ferrante lui octroya l'ordre de l'Hermine.
Frédéric combat à nouveau contre ses anciens maîtres florentins à la tête de l'armée pontificale après l'échec de la conspiration des Pazzi de 1478 dans laquelle il est fortement impliqué.
Frédéric de Montefeltro meurt devant Ferrare le 10 septembre 1482 d'une attaque de malaria, en combattant contre Venise et le pape Sixte IV, capitaine général d'une ligue formée par Florence, Naples et Milan.

## Revenus
Fréderic de Montefeltro tire ses revenus de la pratique de la guerre. Pendant trente-quatre années, il sert au titre de capitaine général trois papes, deux rois de Naples, deux ducs de Milan et plusieurs ligues. Les condotte qu'il conclut avec les plus grandes puissances d'Italie augmentent au fil du temps. Au début de sa carrière, Francesco Sforza l'emploie pour 60 000 ducats en temps de paix et 80 000 en année de guerre. Il reçoit 165 000 ducats pour participer à la guerre de Ferrare en 1482-1484. La survie de sa petite principauté dépend totalement de son succès dans le métier des armes et le prix des condotte lui permet de résister à ses ennemis sans avoir à écraser ses sujets d'impôts. Grand employeur, il enrôle ses hommes dans sa compagnie, distribuant ainsi tout à la fois soldes, emplois et bénéfices à ses sujets dont il renforce en même temps la fidélité et avec lesquels il entretient des liens personnels, y gagnant une réputation de seigneur éclairé et bienveillant.
Sa richesse est estimée par les historiens à un revenu moyen de 50 000 ducats par an.

## Palais ducal
Un érudit du XVIe siècle donne cette définition de la ville d'Urbino, qui, à ce moment, vit son époque artistique la plus riche et la plus intense tant sur le plan culturel que politique :

« La ville d'Urbino, très civile et riche d'honorables édifices... »

Elle doit cette situation remarquable à Frédéric de Montefeltro, qui, avec l'humaniste Alberti, conçut l'idée d'une « cité idéale et rationnelle, bien protégée, riche, tournée vers les arts et le bonheur. »  C'est ainsi qu'est né le palais ducal d'Urbino, qui est plus un lieu de rencontres qu'un château fortifié. Au début du siècle suivant, Balthazar Castiglione — qui passe dix années à la cour d'Urbino entre 1503 et 1513 — note dans son ouvrage Du courtisan la parfaite intégration du palais, « lieu de force et de spiritualité, mais aussi d'élégance et d'urbanité » au paysage environnant.
Le palais ducal d'Urbino, considéré comme l'un des grands joyaux architecturaux de la Première Renaissance, fut conçu par l'architecte Luciano Laurana, nommé maître d'œuvre du palais dans un Bref du 10 juin 1468. Cosimo Rosselli, Roberto Valturio, Federico Barocci et Francesco di Giorgio Martini le décorèrent. Ce dernier, qui reprit les travaux du palais ducal en 1472, est l'auteur également des plans avec Botticelli du studiolo du prince, cabinet de travail personnel et intime, réalisé entièrement en trompe-l'œil marqueté par Baccio Pontelli.
Le palais abrite les appartements du duc, de son épouse et de leurs enfants, ainsi que les pièces réservées aux hôtes et à leur suite, les offices administratifs comme la chancellerie, les communs et les écuries. Ils se répartissent autour  d'une rampe en pente douce qui descend du cortile d'honneur avec, à gauche, la grande cuisine, le bûcher, le bain de la duchesse, véritable complexe rivalisant avec les bains romains, et, à droite, une immense blanchisserie-teinturerie, la citerne, la glacière, la sellerie et l'écurie.
Le corps principal du palais, sa cour et ses salles du rez-de-chaussée ne sont accessibles au public que par l'unique porte gardée par des hommes d'armes. Ce portail de forme rectangulaire s'inscrit sur le côté droit de la façade connue sous le nom de façade aux ailes, décorée à l'origine dans sa partie basse de reliefs dessinés par Francesco di Giorgio Martini. Il donne accès au cortile d'honneur autour duquel s'ordonne la partie publique de l'édifice. Entouré de quatre portiques, ce cortlle s'inspire, par ses dimensions et son éclairage, du château de Pavie où Frédéric a séjourné en 1468. Les portiques de quatre mètres de large permettent une circulation facile autour de la cour et l'accueil des spectateurs aux cérémonies princières. Le style à l'antique témoigne des goûts du prince pour l'humanisme. Les pilastres, le chapiteaux à l'imitation de Rome et les inscriptions latines sont à la fois sobres et élégants, une dignitas chère à l'architecte Alberti. Les inscriptions énumèrent les victoires militaires du prince condottiere et ses vertus pacifiques. Les mérites de Frédéric y sont gravés en caractères romains monumentaux réemployés ici pour la première fois depuis l'Antiquité.
Le rez-de-chaussée abrite les salles de réception et les offices, ainsi que la célèbre bibliothèque située près de l'entrée et accessible aux visiteurs de choix et aux érudits. Frédéric a dans cette bibliothèque, peut-être la plus grande d'Italie après celle du Vatican, sa propre équipe de copistes dans son scriptorium, et y réunit autour de lui les plus grands humanistes de son temps. Ses livres y sont exposés afin d'affirmer l'amour des lettres du prince. Un grand escalier, large et bien éclairé, permet d'accéder à l'étage noble, piano nobile.
Les salles d'habitation et de réception sont réparties sur deux étages au-dessus du rez-de-chaussée, le troisième ayant été ajouté après le règne de Frédéric. Elles s'ordonnent autour de trois espaces: le cortlle d'honneur, le cortile du Pasquino et le jardin suspendu. Ce dernier surplombe la ville à l'ouest et s'insère dans le « U » formé par l'aile des appartements de la duchesse au nord et ceux du duc au sud.
L'organisation des appartements adopte celle des palais florentins qui concentre les lieux de représentation près de l'escalier. Deux pièces de taille différente, la salle publique et le salon, précèdent l'appartement du duc situé dans une tour. La première est destinée aux représentations officielles et est fréquentée par les courtisans. Ses cheminées sont ornées de motifs héraldiques et ses murs sont tendus alors de tapisseries figurant le siège de Troie. Le décor du salon, plus intime, se polarise sur le thème de l'amour. Sa cheminée est surmontée d'une frise de putti et ses portes des triomphes de l'amour. L'appartement ducal se compose de la chambre à coucher, donnant sur le jardin et conduisant à l'appartement de la duchesse, et d'une chambre d'apparat destinée aux audiences qui donne aussi accès à la chapelle du palais.

## Mécénat
Homme de grande culture, passionné d'architecture, il fit de l'ancien municipe romain d’Urvinum Mataurense (Urbino, en français Urbin) le centre d'une cour raffinée où il entretint de nombreux artistes. Il appréciait les plaisirs aristocratiques. Il attira à Urbino de grands artistes qui chantèrent ses vertus et sa gloire, rédigeant des récits de sa carrière victorieuse et le célébrant à juste titre comme un grand mécène. Il cherche à faire de sa ville, qui n'a que très peu de tradition culturelle, une académie capable de rivaliser avec celles des plus grands seigneurs.
Il a été marqué pendant ses études à Mantoue par l'ambiance qui y régnait autour de l'humaniste Vittorino da Feltre.

### Peinture
Piero della Francesca, avec lequel il était lié, peignit un diptyque recto-verso (commandé vers 1465), titré Le Triomphe de la Chasteté, représentant Frédéric et sa femme Battista Sforza lors de leur entrée dans la ville : le duc, accompagné des vertus cardinales, reçoit d'un ange une couronne de lauriers tandis que la duchesse, trônant sur un char tiré par des licornes (symboles de chasteté) est entourée des vertus théologales. Le portrait a été peint peu après un tournoi où Frédéric a eu l’œil droit crevé, ce qui explique le choix d'un profil gauche dans tous ses portraits. La légende narre qu'il affirma « tant pis ! je verrai mieux d'un seul œil que de cent », et il décida de se faire couper la partie supérieure du nez, pour mieux voir des deux côtés. C'est le premier cas de rhinoplastie connu.
Il se fit représenter en condottiere par Pedro Berruguete en 1477, vêtu de son armure, l'ordre de la Jarretière attaché sous son genou gauche, son jeune fils Guidobaldo appuyé contre lui, tenant le sceptre dynastique où est inscrit le mot Pontifex, rappel que la souveraineté sur le duché et la succession dynastique lui ont été accordées et confirmées par le pape. Capitaine, mais aussi prince éclairé, il est en train de lire un manuscrit de sa riche bibliothèque.
Alors qu'il est malade et âgé et qu'il a cessé de peindre, Piero della Francesca, qui se consacre à sa passion pour les mathématiques et la perspective, rédige à Urbino ces deux grands traités, le De prospectiva pingendi et le De corporibus regularibus, dans lesquels il pose les fondements théoriques de la peinture.

### Humanisme
Il est ami des humanistes Leone Battista Alberti, Marsile Ficin et du cardinal Bessarion à qui il apparait comme le prince idéal, même s'il n'entretient pas vraiment de poète ou d'humaniste de cour. Marsile Ficin lui dédie en 1477 le second livre de son Epistolario, puis sa traduction du Politique d'Aristote et, en 1481, un petit traité d'astrologie, l'Éloge des Mages. Le pape et humaniste Pie II rapporte dans ses Commentaires une conversation qu'ils eurent à propos de la guerre dans l'Antiquité. Leur avis divergeaient sur la prise de Troie.

### Bibliothèque
Fréderic constitue la plus impressionnante collection de manuscrits de la Renaissance. Commencée à partir de rien, elle compte plus de 1 100 livres en 1482 avec de nombreuses reliures d'or et d'argent. Vespasiano da Bisticci, célèbre libraire florentin, lui fournit la plupart des manuscrits. Pontano, Poggio Bracciolini et d'autres lui dédient des ouvrages. La plupart des traductions du grec de l'époque lui sont dédiées.
Il collectionne les livres dès sa jeunesse et jusqu'à sa mort, selon Vespasiano qui estime la collection à 30 000 ducats. La bibliothèque de son palais d'Urbino se partage en deux salles à droite et à gauche du portail principal. À gauche, une grande salle contient les manuscrits, et, à droite, il conserve les livres imprimés qu'il apprécie beaucoup moins. De grandes fenêtres apportent la lumière nécessaire à la lecture et le décor incite à l'étude.
La collection est organisée selon les principes établis par Tomaso Sarzana, devenu le pape Nicolas V, qui avait préparé un catalogue standard dédié à Côme de Médicis pour la bibliothèque du couvent San Marco de Florence, célèbre sous le nom d'Inventaire du pape Nicolas V, et qui a servi de modèle à de nombreuses bibliothèques de la Renaissance. Elle contient des œuvres de poètes latins, des orateurs dont Cicéron et des grammairiens. Frédéric a aussi acquis des manuscrits des historiens latins et grecs, traduits en latin. Selon son libraire, il souhaitait posséder toutes les œuvres de philosophie morale et naturelle en latin ou traduites du grec en latin. Il possède les textes des grands docteurs de la foi, de saint Bernard et de tous les Pères de l'Église latine, des traductions des Pères de l'Église grecque en latin, des ouvrages de droit, une splendide bible en deux volumes avec ses commentaires, des ouvrages d'astrologie, de géométrie, d'arithmétique et d'architecture. Des traités sur la peinture, la sculpture, la musique, les œuvres d'Avicenne, d'Hippocrate, de Galien complètent la collection ainsi que les auteurs modernes comme Dante, Pétrarque et Boccace. La philosophie et la science grecques sont présents avec Platon, Aristote en grec ainsi qu'Homère, Pindare, Ménandre, les Vies parallèles de Plutarque, la Cosmographie de Ptolémée, les écrits historiques d'Hérodote et de Thucydide. S'y ajoutent quelques livres en hébreu dont une bible et des livres de médecine et de philosophie .
Ses contenus révèlent les intérêts du duc et sa préférence pour les ouvrages scientifiques. Il possède un nombre important d'ouvrages anciens et modernes sur l'art de la guerre, les machines, des copies de Vitruve, les traités d'Alberti sur l'architecture, le livre de Piero della Francesca sur la perspective et le traité d'architecture de Francesco di Giorgio Martini qui s'étend largement sur des sujets militaires.
La collection d'Urbino est conservée de nos jours à la Bibliothèque du Vatican.

### Mathématiques
Fréderic accueille à sa cour le franciscain et célèbre mathématicien Luca Pacioli, auteur du De divina proportione, fruit des discussions animées qu'il partage à Urbino avec son compatriote et ami Piero della Francesca, et qui l'amènent à énoncer une première explication rationnelle du nombre d'or. Le prince et son fils Guidobaldo partagent le gôut des problèmes mathématiques avec les deux hommes. Le portrait du mathématicien peint en 1495 par Jacopo de' Barbari et conservé au musée de Capodimonte de Naples, le montre, en habit de cordelier, en train de démontrer un théorème d'Euclide sous le regard attentif du jeune Guidobaldo. Ils sont entourés de toutes sortes d'instruments géométriques dont un polyèdre de verre suspendu au plafond dans lequel se reflète une vue du palais d'Urbino.
Il fait aussi venir en 1481 le médecin et astrologue considéré comme le prince des mathématiciens de son temps, Paul de Middelbourg, qui y enseigne la géométrie et l'arithmétique.

### Architecture et urbanisme
Il entreprit un vaste programme de construction d'églises à Urbino et dans toutes les petites villes de sa principauté. Il fit élever une nouvelle cathédrale et le couvent de Santa Chiara. Il rénove le couvent franciscain observant de San Donato, fondé en 1425 par son père Guidantonio qui y a élu sépulture. Il y ajoute une église plus grande, dédiée à saint Bernardin de Sienne, canonisé en 1450. La façade de simples briques et l'intérieur peint en blanc s'accordent à l'idéal d'austérité du saint réformateur auquel l'église est vouée. Frédéric voulait sans doute en faire un mausolée pour lui et ses descendants, mais elle n'est pas terminée à sa mort. son cercueil est placé dans la vieille église de San Donato.
Le duc d'Urbino règne sur une petite ville qui n'attire ni les migrants ni les marchands. Il dispose d'un château sur la place de la cathédrale. En voulant le reconstruire, il va complètement bouleverser l'aspect de sa ville qui va devenir l'écrin de son magnifique palais.

## Postérité
Ses contemporains le jugèrent prudent, pragmatique, rusé comme soldat et généreux comme prince. Il est reconnu comme bon souverain et homme d'honneur. Mécène éclairé, il recherchait aussi la gloire et voulait impressionner ses pairs et ses employeurs.

## Filiation
De son mariage avec Gentile Brancaleoni (it), il n'a pas d’enfants.
De son union avec Battista Sforza, âgée de 14 ans au moment de son mariage en 1460, morte à 25 ou 26 ans en 1472, il a six filles puis un garçon :
1. Aura, à propos de laquelle aucune information n'est disponible ;
2. Girolama, dont on sait seulement qu'elle est morte en 1482 ;
3. Jeanne de Montefeltro, née en 1463 à Urbino où elle mourut en 1514, épousa Giovanni della Rovere en 1484 ;
4. Élisabeth de Montefeltro (it), née à Urbino en 1464 et morte à Venise en 1510, épousa Roberto Malatesta en 1479, seigneur de Rimini ; veuve en 1482, elle se retire dans le couvent Sainte-Claire d'Urbino sous le nom de Claire ;
5. Constance, née à Urbino en 1466 et morte à Naples en 1518, épouse en 1483 Antonello Sanseverino, prince de Salerne et comte de Marsico ;
6. Agnès de Montefeltro, née à Gubbio en 1470 et morte à Rome en 1523, épousa Fabrice Colonna en 1488 ;
7. Guidobaldo, né à Gubbio en 1472 et mort à Fossombrone le 11 avril 1508, épousa en 1489 Élisabeth Gonzague, la brillante fille de Frédéric Ier, marquis de Mantoue ; à la mort de Guidobaldo, en 1508, le duché d'Urbino revint pour six ans à sa sœur Jeanne (Giovanna), et passe ainsi dans la famille Della Rovere, des papes Jules II et Sixte IV.

Il a aussi des enfants illégitimes, notamment :
- Bonconte né à Urbino en 1442 et mort à Sarno en 1458, seigneur de Cantiano, mourut de la peste à 16 ans ;
- Antonio da Montefeltro, né à Urbino en 1445 et mort à Gubbio en 1508, seigneur de Cantiano, épousa Emilia Pio, fille de Marco II, seigneur de Carpi et Sassuolo ;
- Élisabeth, née à Urbino en 1445 et morte à Rome en 1503, épousa Roberto Sanseverino, comte de Cajazzo ;
- Gentile, née à Urbino en 1448 et morte à Gênes en 1513 (ou à Pesaro en 1529), épousa le comte Carlo Chiaruggiolo Malatesta ; veuve en 1469, épousa Agostino Fregoso, seigneur de Voltaggio et de Sant'Agata Feltria.

Trois d’entre eux, Antonio, Élisabeth et Gentile, sont légitimés, vivent à la cour d’Urbino et son épouse Battista s'en occupe comme s'ils avaient été les siens, bien qu'ils soient à peu près du même âge qu'elle.